# Pleopeltis hachijoensis
Pleopeltis hachijoensis là một loài thực vật có mạch trong họ Polypodiaceae. Loài này được (Sa. Kurata) Á. Löve & D. Löve miêu tả khoa học đầu tiên năm 1977.